# Deiregyne obtecta
Deiregyne obtecta là một loài thực vật có hoa trong họ Lan. Loài này được (C.Schweinf.) Garay mô tả khoa học đầu tiên năm 1980.